# Lijst van titels van Chris Evert
Het totaal aantal titels van Chris Evert is 187, waarvan 154 in het enkelspel, 33 in het dubbelspel.
| Legenda                |
| ---------------------- |
| Grandslamtoernooi      |
| Olympische Spelen      |
| Year-End Championships |
| Tier I                 |
| Tier II                |
| Tier III               |
| Tier IV & V            |

## Enkelspeltitels (154)
| Nr.  | Datum      | Toernooi                     | Ondergrond    | Tegenstandster in finale | Score           |         |
| ---- | ---------- | ---------------------------- | ------------- | ------------------------ | --------------- | ------- |
| 1.   | 1971-04-05 | Saint Petersburg             | gravel        | Julie Heldman            | 6–1, 6–2        | details |
| 2.   | 1971-04-15 | Charlotte                    | gravel        | Laura DuPont             | 6–2, 6–0        | details |
| 3.   | 1971-05-05 | Tulsa                        | gravel        | Mary-Ann Curtis          | 6–0, 6–3        | details |
| 4.   | 1971-08-23 | South Orange                 | gras          | Helen Gourlay            | 6–4, 6–0        | details |
| 5.   | 1972-02-01 | Fort Lauderdale              | gravel        | Billie Jean King         | 6–1, 6–0        | details |
| 6.   | 1972-06-19 | Londen                       | gras          | Karen Krantzcke          | 6–4, 6–0        | details |
| 7.   | 1972-08-07 | Indianapolis                 | gravel        | Evonne Goolagong         | 7–6, 6–1        | details |
| 8.   | 1972-10-07 | Virginia Slims Championships | gravel        | Kerry Melville           | 7–5, 6–4        | details |
| 9.   | 1973-02-26 | Fort Lauderdale              | gravel        | Virginia Wade            | 6–1, 6–2        | details |
| 10.  | 1973-03-19 | Akron                        | tapijt (i)    | Olga Morozova            | 6–3, 6–4        | details |
| 11.  | 1973-03-26 | New York                     | hardcourt     | Katja Ebbinghaus         | 6–0, 6–4        | details |
| 12.  | 1973-04-02 | Sarasota                     | gravel        | Evonne Goolagong         | 6–3, 6–2        | details |
| 13.  | 1973-04-09 | Miami                        | gravel        | Evonne Goolagong         | 3–6, 6–3, 6–2   | details |
| 14.  | 1973-04-16 | Saint Petersburg             | gravel        | Evonne Goolagong         | 6–2, 0–6, 6–4   | details |
| 15.  | 1973-07-23 | Cleveland                    | hardcourt     | Linda Tuero              | 6–0, 6–0        | details |
| 16.  | 1973-07-30 | Atlantic City                | gravel        | Marita Redondo           | 6–2, 7–5        | details |
| 17.  | 1973-08-13 | Indianapolis                 | gravel        | Veronica Burton          | 6–4, 6–3        | details |
| 18.  | 1973-09-27 | Columbus                     | gravel        | Margaret Court           | walk-over       | details |
| 19.  | 1973-15-10 | Virginia Slims Championships | gravel        | Nancy Richey             | 6–3, 6–3        | details |
| 20.  | 1973-11-20 | Johannesburg                 | hardcourt     | Evonne Goolagong         | 6–3, 6–3        | details |
| 21.  | 1974-01-21 | Palm Springs                 | hardcourt     | Billie Jean King         | 6–3, 6–1        | details |
| 22.  | 1974-02-04 | Fort Lauderdale              | gravel        | Kerry Melville           | walkover        | details |
| 23.  | 1974-03-05 | Dallas                       | tapijt (i)    | Virginia Wade            | 7–5, 6–2        | details |
| 24.  | 1974-04-08 | Sarasota                     | gravel        | Evonne Goolagong         | 6–4, 6–0        | details |
| 25.  | 1974-04-15 | Saint Petersburg             | gravel        | Kerry Melville           | 6–0, 6–1        | details |
| 26.  | 1974-04-29 | Hilton Head                  | gravel        | Kerry Melville           | 6–1, 6–3        | details |
| 27.  | 1974-05-27 | Rome                         | gravel        | Martina Navratilova      | 6–3, 6–3        | details |
| 28.  | 1974-06-03 | Roland Garros                | gravel        | Olga Morozova            | 6–1, 6–2        | details |
| 29.  | 1974-06-17 | Eastbourne                   | gras          | Virginia Wade            | 7–5, 6–4        | details |
| 30.  | 1974-06-24 | Wimbledon                    | gras          | Olga Morozova            | 6–0, 6–4        | details |
| 31.  | 1974-08-05 | Indianapolis                 | gravel        | Gail Chanfreau           | 6–0, 6–0        | details |
| 32.  | 1974-08-12 | Toronto                      | gravel        | Julie Heldman            | 6–0, 6–3        | details |
| 33.  | 1974-08-18 | Newport                      | gras          | Betsy Nagelsen           | 6–4, 6–3        | details |
| 34.  | Sep 1974   | Houston                      | tapijt (i)    | Virginia Wade            | 6–3, 5–7, 6–1   | details |
| 35.  | 1974-10-30 | Hilton Head                  | gravel        | Virginia Wade            | 6–1, 6–3        | details |
| 36.  | 1974-11-18 | Tokio (Gunze Classic)        | tapijt (i)    | Rosie Casals             | 6–0, 6–2        | details |
| 37.  | 1975-01-06 | San Francisco                | hardcourt (i) | Billie Jean King         | 6–1, 6–1        | details |
| 38.  | 1975-02-03 | Akron                        | tapijt (i)    | Margaret Court           | 6–4, 3–6, 6–3   | details |
| 39.  | 1975-03-10 | Houston                      | tapijt (i)    | Margaret Court           | 6–3, 6–2        | details |
| 40.  | 1975-04-02 | Virginia Slims Championships | tapijt (i)    | Martina Navratilova      | 6–4, 6–2        | details |
| 41.  | 1975-04-15 | Lakeway                      | hardcourt     | Martina Navratilova      | 4–6, 6–3, 7–6   | details |
| 42.  | Apr 1975   | Amelia Island                | gravel        | Martina Navratilova      | 7–5, 6–4        | details |
| 43.  | 1975-05-26 | Rome                         | gravel        | Martina Navratilova      | 6–1, 6–0        | details |
| 44.  | 1975-06-02 | Roland Garros                | gravel        | Martina Navratilova      | 2–6, 6–2, 6–1   | details |
| 45.  | 1975-05-08 | Indianapolis                 | gravel        | Dianne Fromholtz         | 6–3, 6–4        | details |
| 46.  | 1975-08-18 | Harrison                     | gravel        | Virginia Wade            | 6–0, 6–1        | details |
| 47.  | 1975-02-25 | US Open                      | gravel        | Evonne Goolagong         | 5–7, 6–4, 6–2   | details |
| 48.  | 1975-09-15 | Atlanta                      | gravel        | Evonne Goolagong         | 6–1, 6–1        | details |
| 49.  | 1975-09-20 | Palm Springs                 | hardcourt     | Martina Navratilova      | 2–6, 6–2, 6–0   | details |
| 50.  | 1975-10-13 | Orlando                      | hardcourt     | Cynthia Doerner          | 6–1, 6–3        | details |
| 51.  | 1975-10-20 | Hilton Head                  | hardcourt     | Martina Navratilova      | walkover        | details |
| 52.  | 1975-11-24 | Tokio (Gunze Classic)        | tapijt (i)    | Françoise Durr           | 6–2, 6–1        | details |
| 53.  | 1976-01-05 | Austin                       | hardcourt     | Evonne Goolagong         | 6–3, 7–6        | details |
| 54.  | 1976-01-19 | Washington                   | hardcourt     | Virginia Wade            | 6–2, 6–1        | details |
| 55.  | 1976-02-17 | Detroit                      | tapijt (i)    | Rosie Casals             | 6–4, 6–2        | details |
| 56.  | 1976-02-23 | Sarasota                     | tapijt (i)    | Evonne Goolagong         | 6–0, 6–3        | details |
| 57.  | 1976-03-01 | Francisco                    | tapijt (i)    | Evonne Goolagong         | 7–5, 7–6        | details |
| 58.  | 1976-04-26 | Amelia Island                | gravel        | Kerry Melville           | 7–5, 6–4        | details |
| 59.  | 1976-06-14 | Eastbourne                   | gras          | Virginia Wade            | 8–6, 6–3        | details |
| 60.  | 1976-06-21 | Wimbledon                    | gras          | Evonne Goolagong         | 6–3, 4–6, 8–6   | details |
| 61.  | 1976-08-30 | US Open                      | gravel        | Evonne Goolagong         | 6–3, 6–0        | details |
| 62.  | 1976-10-04 | Phoenix                      | hardcourt     | Dianne Fromholtz         | 6–1, 7–5        | details |
| 63.  | 1976-10-17 | Palm Springs                 | hardcourt     | Françoise Dürr           | 6–1, 6–2        | details |
| 64.  | 1976-11-25 | Tokio (Gunze Classic)        | hardcourt (i) | Sue Barker               | 6–2, 7–6        | details |
| 65.  | 1977-01-10 | Hollywood                    | tapijt (i)    | Margaret Court           | 6–3, 6–4        | details |
| 66.  | 1977-01-31 | Seattle                      | tapijt (i)    | Martina Navratilova      | 6–2, 6–4        | details |
| 67.  | 1977-02-07 | Chicago                      | tapijt (i)    | Margaret Court           | 6–1, 6–3        | details |
| 68.  | 1977-02-14 | Los Angeles                  | tapijt (i)    | Martina Navratilova      | 6–2, 2–6, 6–1   | details |
| 69.  | 1977-03-14 | Philadelphia                 | tapijt (i)    | Martina Navratilova      | 6–4, 4–6, 6–3   | details |
| 70.  | 1977-03-24 | Virginia Slims Championships | tapijt (i)    | Sue Barker               | 2–6, 6–1, 6–1   | details |
| 71.  | 1977-03-28 | Hilton Head                  | gravel        | Billie Jean King         | 6–1, 6–0        | details |
| 72.  | 1977-04-15 | Tucson                       | hardcourt     | Martina Navratilova      | 6–3, 7–6        | details |
| 73.  | 1977-08-29 | US Open                      | gravel        | Wendy Turnbull           | 7–6, 6–2        | details |
| 74.  | 1977-10-03 | Atlanta                      | tapijt (i)    | Dianne Fromholtz         | 6–3, 6–2        | details |
| 75.  | 1977-11-01 | Palm Springs                 | hardcourt     | Billie Jean King         | 6–2, 6–2        | details |
| 76.  | 1978-03-20 | Philadelphia                 | tapijt (i)    | Billie Jean King         | 6–0, 6–4        | details |
| 77.  | 1978-04-10 | Hilton Head                  | gravel        | Kerry Melville           | 6–2, 6–0        | details |
| 78.  | 1978-08-28 | US Open                      | hardcourt     | Pam Shriver              | 7–5, 6–4        | details |
| 79.  | 1978-09-25 | Atlanta                      | tapijt (i)    | Martina Navratilova      | 7–6, 0–6, 6–3   | details |
| 80.  | 1978-10-09 | Minneapolis                  | tapijt (i)    | Virginia Wade            | 6–7, 6–2, 6–4   | details |
| 81.  | 1978-11-14 | Palm Springs                 | hardcourt     | Martina Navratilova      | 6–3, 6–3        | details |
| 82.  | 1978-12-16 | Tokio (Lion's Cup)           | tapijt (i)    | Martina Navratilova      | 7–5, 6–2        | details |
| 83.  | 1979-02-05 | Seattle                      | tapijt (i)    | Renée Richards           | 6–1, 3–6, 6–1   | details |
| 84.  | 1979-02-12 | Los Angeles                  | tapijt (i)    | Martina Navratilova      | 6–3, 6–4        | details |
| 85.  | 1979-03-31 | Carlsbad                     | hardcourt     | Dianne Fromholtz         | 3–6, 6–3, 6–1   | details |
| 86.  | 1979-05-14 | Wenen                        | tapijt (i)    | Caroline Stoll           | 6–1, 6–1        | details |
| 87.  | 1979-05-25 | Roland Garros                | gravel        | Wendy Turnbull           | 6–2, 6–0        | details |
| 88.  | 1979-06-18 | Eastbourne                   | gras          | Martina Navratilova      | 7–5, 5–7, 13–11 | details |
| 89.  | 1979-08-06 | Indianapolis                 | gravel        | Evonne Goolagong         | 6–4, 6–3        | details |
| 90.  | 1979-08-20 | Mahwah                       | gravel        | Tracy Austin             | 6–7, 6–4, 6–1   | details |
| 91.  | 1980-05-05 | Perugia                      | gravel        | Virginia Ruzici          | 5–7, 6–2, 6–2   | details |
| 92.  | 1980-05-28 | Roland Garros                | gravel        | Virginia Ruzici          | 6–0, 6–3        | details |
| 93.  | 1980-06-09 | Chichester                   | gras          | Evonne Goolagong Cawley  | 6–3, 6–7, 7–5   | details |
| 94.  | 1980-08-04 | Indianapolis                 | gravel        | Andrea Jaeger            | 6–4, 6–3        | details |
| 95.  | 1980-08-11 | Toronto                      | hardcourt     | Virginia Ruzici          | 6–3, 6–1        | details |
| 96.  | 1980-08-25 | US Open                      | hardcourt     | Hana Mandlíková          | 5–7, 6–1, 6–1   | details |
| 97.  | 1980-10-12 | Deerfield Beach              | hardcourt     | Andrea Jaeger            | 6–4, 6–1        | details |
| 98.  | 1980-10-20 | Brighton                     | tapijt (i)    | Martina Navratilova      | 6–4, 5–7, 6–3   | details |
| 99.  | 1981-03-16 | Boston                       | tapijt (i)    | Mima Jaušovec            | 6–4, 6–4        | details |
| 100. | 1981-04-04 | Carlsbad                     | gravel        | Hana Mandlíková          | 6–4, 6–3        | details |
| 101. | 1981-04-06 | Hilton Head                  | gravel        | Pam Shriver              | 6–3, 6–2        | details |
| 102. | 1981-04-20 | Amelia Island                | gravel        | Martina Navratilova      | 6–0, 6–0        | details |
| 103. | 1981-05-04 | Perugia                      | gravel        | Virginia Ruzici          | 6–1, 6–2        | details |
| 104. | 1981-05-11 | Lugano                       | gravel        | Virginia Ruzici          | 6–1, 6–1        | details |
| 105. | 1981-06-22 | Wimbledon                    | gras          | Hana Mandlíková          | 6–2, 6–2        | details |
| 106. | 1981-10-12 | Deerfield Beach              | hardcourt     | Andrea Jaeger            | 4–6, 6–3, 6–0   | details |
| 107. | 1981-11-23 | Sydney                       | gras          | Martina Navratilova      | 6–4, 2–6, 6–1   | details |
| 108. | 1982-04-03 | Palm Beach                   | gravel        | Andrea Jaeger            | 7–6, 7–5        | details |
| 109. | 1982-04-19 | Amelia Island                | gravel        | Andrea Jaeger            | 6–3, 6–1        | details |
| 110. | 1982-05-03 | Perugia                      | gravel        | Hana Mandlíková          | 6–0, 6–2        | details |
| 111. | 1982-05-10 | Lugano                       | gravel        | Andrea Temesvári         | 6–0, 6–3        | details |
| 112. | 1982-08-09 | Atlanta                      | hardcourt     | Susan Mascarin           | 6–3, 6–1        | details |
| 113. | 1982-08-30 | US Open                      | hardcourt     | Hana Mandlíková          | 6–3, 6–2        | details |
| 114. | 1982-10-04 | Deerfield Beach              | hardcourt     | Andrea Jaeger            | 6–1, 6–1        | details |
| 115. | 1982-10-11 | Tampa                        | hardcourt     | Andrea Jaeger            | 3–6, 6–1, 6–4   | details |
| 116. | 1982-11-15 | Tokio (Lion's Cup)           | tapijt (i)    | Andrea Jaeger            | 6–3, 6–2        | details |
| 117. | 1982-12-02 | Australian Open              | gras          | Martina Navratilova      | 6–3, 2–6, 6–3   | details |
| 118. | 1983-01-31 | Palm Beach                   | gravel        | Andrea Jaeger            | 6–3, 6–3        | details |
| 119. | 1983-04-11 | Amelia Island                | gravel        | Carling Bassett-Seguso   | 6–3, 2–6, 7–5   | details |
| 120. | 1983-05-16 | Berlijn                      | gravel        | Kathleen Horvath         | 6–4, 7–5        | details |
| 121. | 1983-05-16 | Roland Garros                | gravel        | Mima Jaušovec            | 6–3, 6–2        | details |
| 122. | 1983-10-17 | Brighton                     | tapijt (i)    | Jo Durie                 | 6–1, 6–1        | details |
| 123. | 1983-11-07 | Deerfield Beach              | hardcourt     | Bonnie Gadusek           | 6–0, 6–4        | details |
| 124. | 1984-03-12 | Palm Beach                   | gravel        | Bonnie Gadusek           | 6–0, 6–1        | details |
| 125. | 1984-04-09 | Hilton Head                  | gravel        | Claudia Kohde-Kilsch     | 6–2, 6–3        | details |
| 126. | 1984-04-30 | Johannesburg                 | hardcourt (i) | Andrea Jaeger            | 6–3, 6–0        | details |
| 127. | 1984-08-20 | Montréal                     | hardcourt     | Alycia Moulton           | 6–2, 7–6        | details |
| 128. | 1984-10-01 | Los Angeles                  | hardcourt     | Wendy Turnbull           | 6–2, 6–3        | details |
| 129. | 1984-11-26 | Australian Open              | hardcourt     | Helena Suková            | 6–7, 6–1, 6–3   | details |
| 130. | 1985-01-21 | Florida                      | hardcourt     | Martina Navratilova      | 6–2, 6–4        | details |
| 131. | 1985-04-01 | Palm Beach                   | gravel        | Hana Mandlíková          | 6–3, 6–3        | details |
| 132. | 1985-04-08 | Hilton Head                  | gravel        | Gabriela Sabatini        | 6–4, 6–0        | details |
| 133. | 1985-05-13 | Berlijn                      | gravel        | Steffi Graf              | 6–4, 7–5        | details |
| 134. | 1985-05-27 | Roland Garros                | gravel        | Martina Navratilova      | 6–3, 6–7, 7–5   | details |
| 135. | 1985-07-15 | Newport                      | gras          | Pam Shriver              | 6–4, 6–1        | details |
| 136. | 1985-08-05 | Toronto                      | hardcourt     | Claudia Kohde-Kilsch     | 6–2, 6–4        | details |
| 137. | 1985-09-23 | New Orleans                  | tapijt (i)    | Pam Shriver              | 6–4, 7–5        | details |
| 138. | 1985-10-21 | Brighton                     | tapijt (i)    | Manuela Maleeva          | 7–5, 6–3        | details |
| 139. | 1985-11-11 | Tokio (Lion's Cup)           | tapijt (i)    | Manuela Maleeva          | 7–5, 6–0        | details |
| 140. | 1986-01-27 | Florida                      | hardcourt     | Steffi Graf              | 6–3, 6–1        | details |
| 141. | 1986-02-10 | Boca Raton                   | hardcourt     | Steffi Graf              | 6–4, 6–2        | details |
| 142. | 1986-02-24 | Oakland                      | tapijt (i)    | Kathy Jordan             | 6–2, 6–4        | details |
| 143. | 1986-03-31 | Marco Island                 | gravel        | Claudia Kohde-Kilsch     | 6–2, 6–4        | details |
| 144. | 1986-05-05 | Houston                      | gravel (i)    | Kathy Rinaldi            | 6–4, 2–6, 6–4   | details |
| 145. | 1986-05-26 | Roland Garros                | gravel        | Martina Navratilova      | 2–6, 6–3, 6–3   | details |
| 146. | 1987-03-16 | Dallas                       | tapijt (i)    | Pam Shriver              | 6–1, 6–2        | details |
| 147. | 1987-04-20 | Houston                      | gravel        | Martina Navratilova      | 3–6, 6–1, 7–6   | details |
| 148. | 1987-04-27 | Tampa                        | gravel        | Kate Gompert             | 6–3, 6–2        | details |
| 149. | 1987-05-18 | Genève                       | gravel        | Manuela Maleeva          | 6–3, 4–6, 6–2   | details |
| 150. | 1987-09-28 | New Orleans                  | tapijt (i)    | Lori McNeil              | 6–3, 7–5        | details |
| 151. | 1988-03-28 | Tampa                        | gravel        | Arantxa Sánchez Vicario  | 7–6, 6–4        | details |
| 152. | 1988-04-18 | Houston                      | gravel        | Martina Navratilova      | 6–0, 6–4        | details |
| 153. | 1988-08-08 | Los Angeles                  | hardcourt     | Gabriela Sabatini        | 2–6, 6–1, 6–1   | details |
| 154. | 1988-10-03 | New Orleans                  | tapijt (i)    | Anne Smith               | 6–4, 6–1        | details |

## Enkelspel verloren finales (73)
| Nr. | Datum      | Toernooi                     | Ondergrond    | Tegenstandster in finale | Score         |         |
| --- | ---------- | ---------------------------- | ------------- | ------------------------ | ------------- | ------- |
| 1.  | 1970-09-14 | Charlotte                    | gravel        | Nancy Richey             | 4–6, 1–6      | details |
| 2.  | 1972-02-24 | Washington                   | tapijt (i)    | Nancy Richey             | 6–7, 1–6      | details |
| 3.  | 1972-03-27 | San Juan                     | hardcourt     | Nancy Richey             | 1–6, 2–6      | details |
| 4.  | 1972-04-11 | Saint Petersburg             | gravel        | Nancy Richey             | 3–6, 4–6      | details |
| 5.  | 1973-05-21 | Roland Garros                | gravel        | Margaret Court           | 7–6, 6–7, 4–6 | details |
| 6.  | 1973-06-04 | Rome                         | gravel        | Evonne Goolagong         | 6–7, 0–6      | details |
| 7.  | 1973-06-25 | Wimbledon                    | gras          | Billie Jean King         | 0–6, 5–7      | details |
| 8.  | 1973-08-06 | Cincinnati                   | gravel        | Evonne Goolagong         | 2–6, 5–7      | details |
| 9.  | 1973-09-09 | Hilton Head                  | hardcourt     | Margaret Court           | walkover      | details |
| 10. | 1973-12-24 | Australian Open              | gras          | Evonne Goolagong         | 6–7, 6–4, 0–6 | details |
| 11. | 1974-01-13 | San Francisco                | tapijt (i)    | Billie Jean King         | 6–7, 2–6      | details |
| 12. | 1974-03-25 | New York                     | tapijt (i)    | Billie Jean King         | 3–6, 6–3, 2–6 | details |
| 13. | 1974-09-23 | Denver                       | tapijt (i)    | Evonne Goolagong         | 5–7, 6–3, 4–6 | details |
| 14. | 1974-10-14 | Virginia Slims Championships | tapijt (i)    | Evonne Goolagong         | 3–6, 4–6      | details |
| 15. | 1975-01-13 | Sarasota                     | tapijt (i)    | Billie Jean King         | 2–6, 3–6      | details |
| 16. | 1975-03-24 | Philadelphia                 | tapijt (i)    | Virginia Wade            | 6–7, 4–6      | details |
| 17. | 1976-01-12 | Houston                      | tapijt (i)    | Martina Navratilova      | 3–6, 4–6      | details |
| 18. | 1976-03-29 | Philadelphia                 | tapijt (i)    | Evonne Goolagong         | 3–6, 6–7      | details |
| 19. | 1976-04-12 | Virginia Slims Championships | tapijt (i)    | Evonne Goolagong         | 3–6, 7–5, 3–6 | details |
| 20. | 1976-11-01 | Londen                       | hardcourt (i) | Virginia Wade            | 2–6, 2–6      | details |
| 21. | 1977-01-03 | Washington                   | tapijt (i)    | Martina Navratilova      | 2–6, 3–6      | details |
| 22. | 1978-03-13 | Boston                       | tapijt (i)    | Evonne Goolagong         | 6–4, 1–6, 4–6 | details |
| 23. | 1978-06-19 | Eastbourne                   | gras          | Martina Navratilova      | 4–6, 6–4, 7–9 | details |
| 24. | 1978-06-26 | Wimbledon                    | gras          | Martina Navratilova      | 6–2, 4–6, 5–7 | details |
| 25. | 1979-01-08 | Oakland                      | tapijt (i)    | Martina Navratilova      | 5–7, 5–7      | details |
| 26. | 1979-02-26 | Dallas                       | tapijt (i)    | Martina Navratilova      | 4–6, 4–6      | details |
| 27. | 1979-06-25 | Wimbledon                    | gras          | Martina Navratilova      | 4–6, 4–6      | details |
| 28. | 1979-08-27 | US Open                      | hardcourt     | Tracy Austin             | 3–6, 4–6      | details |
| 29. | 1979-10-08 | Phoenix                      | hardcourt     | Martina Navratilova      | 1–6, 3–6      | details |
| 30. | 1979-11-19 | Brighton                     | tapijt (i)    | Martina Navratilova      | 3–6, 3–6      | details |
| 31. | 1980-01-19 | Cincinnati                   | tapijt (i)    | Tracy Austin             | 2–6, 1–6      | details |
| 32. | 1980-01-21 | Chicago                      | tapijt (i)    | Martina Navratilova      | 4–6, 4–6      | details |
| 33. | 1980-06-23 | Wimbledon                    | gras          | Evonne Goolagong         | 1–6, 6–7      | details |
| 34. | 1981-08-17 | Toronto                      | hardcourt     | Tracy Austin             | 1–6, 4–6      | details |
| 35. | 1981-11-21 | Tokio (Lion's Cup)           | tapijt (i)    | Martina Navratilova      | 3–6, 2–6      | details |
| 36. | 1981-11-30 | Australian Open              | gras          | Martina Navratilova      | 7–6, 4–6, 5–7 | details |
| 37. | 1982-02-22 | Oakland                      | tapijt (i)    | Andrea Jaeger            | 6–7, 3–6      | details |
| 38. | 1982-06-21 | Wimbledon                    | gras          | Martina Navratilova      | 2–6, 6–3, 2–6 | details |
| 39. | 1982-10-25 | Brighton                     | tapijt (i)    | Martina Navratilova      | 1–6, 4–6      | details |
| 40. | 1982-12-13 | New Jersey                   | hardcourt (i) | Martina Navratilova      | 6–4, 1–6, 2–6 | details |
| 41. | 1983-03-07 | Dallas                       | tapijt (i)    | Martina Navratilova      | 4–6, 0–6      | details |
| 42. | 1983-03-21 | Virginia Slims Championships | tapijt (i)    | Martina Navratilova      | 2–6, 0–6      | details |
| 43. | 1983-08-08 | Los Angeles                  | tapijt (i)    | Martina Navratilova      | 1–6, 3–6      | details |
| 44. | 1983-08-15 | Toronto                      | hardcourt     | Martina Navratilova      | 4–6, 6–4, 1–6 | details |
| 45. | 1983-08-29 | US Open                      | hardcourt     | Martina Navratilova      | 1–6, 3–6      | details |
| 46. | 1983-11-19 | Tokio (Lion's Cup)           | tapijt (i)    | Martina Navratilova      | 2–6, 2–6      | details |
| 47. | 1984-02-20 | US Indoor                    | tapijt (i)    | Martina Navratilova      | 2–6, 6–7      | details |
| 48. | 1984-02-27 | Virginia Slims Championships | tapijt (i)    | Martina Navratilova      | 3–6, 5–7, 1–6 | details |
| 49. | 1984-04-16 | Amelia Island                | gravel        | Martina Navratilova      | 2–6, 0–6      | details |
| 50. | 1984-05-21 | Perugia                      | gravel        | Manuela Maleeva          | 3–6, 3–6      | details |
| 51. | 1984-05-28 | Roland Garros                | gravel        | Martina Navratilova      | 3–6, 1–6      | details |
| 52. | 1984-06-25 | Wimbledon                    | gras          | Martina Navratilova      | 6–7, 2–6      | details |
| 53. | 1984-08-27 | US Open                      | hardcourt     | Martina Navratilova      | 6–4, 4–6, 4–6 | details |
| 54. | 1985-02-05 | Delray Beach                 | hardcourt     | Martina Navratilova      | 2–6, 4–6      | details |
| 55. | 1985-02-18 | Stanford                     | tapijt (i)    | Hana Mandlíková          | 2–6, 4–6      | details |
| 56. | 1985-03-11 | Dallas                       | tapijt (i)    | Martina Navratilova      | 3–6, 4–6      | details |
| 57. | 1985-04-15 | Amelia Island                | gravel        | Zina Garrison            | 4–6, 3–6      | details |
| 58. | 1985-06-24 | Wimbledon                    | gras          | Martina Navratilova      | 6–4, 3–6, 2–6 | details |
| 59. | 1985-11-25 | Australian Open              | gras          | Martina Navratilova      | 2–6, 6–4, 2–6 | details |
| 60. | 1986-03-11 | Dallas                       | tapijt (i)    | Martina Navratilova      | 2–6, 1–6      | details |
| 61. | 1986-04-07 | Hilton Head                  | gravel        | Steffi Graf              | 4–6, 5–7      | details |
| 62. | 1986-08-11 | Los Angeles                  | hardcourt     | Martina Navratilova      | 6–7, 3–6      | details |
| 63. | 1987-02-23 | Miami                        | hardcourt     | Steffi Graf              | 1–6, 2–6      | details |
| 64. | 1987-08-10 | Los Angeles                  | hardcourt     | Steffi Graf              | 3–6, 4–6      | details |
| 65. | 1987-10-10 | Filderstadt                  | hardcourt (i) | Martina Navratilova      | 5–7, 1–6      | details |
| 66. | 1987-11-07 | Boston                       | hardcourt (i) | Pam Shriver              | 4–6, 6–4, 0–6 | details |
| 67. | 1988-01-11 | Australian Open              | hardcourt     | Steffi Graf              | 1–6, 6–7      | details |
| 68. | 1988-03-14 | Miami                        | hardcourt     | Steffi Graf              | 4–6, 4–6      | details |
| 69. | 1988-10-10 | Filderstadt                  | hardcourt (i) | Martina Navratilova      | 2–6, 3–6      | details |
| 70. | 1988-11-07 | Chicago                      | tapijt (i)    | Martina Navratilova      | 2–6, 2–6      | details |
| 71. | 1989-03-13 | Boca Raton                   | hardcourt     | Steffi Graf              | 6–4, 2–6, 3–6 | details |
| 72. | 1989-03-20 | Miami                        | hardcourt     | Gabriela Sabatini        | 1–6, 6–4, 2–6 | details |
| 73. | 1989-04-24 | Houston                      | gravel        | Monica Seles             | 6–3, 1–6, 4–6 | details |

## Dubbelspel gewonnen titels (33)
| Nr. | Datum      | Toernooi         | Ondergrond    | Partner             | Tegenstandsters in finale            | Score         |         |
| --- | ---------- | ---------------- | ------------- | ------------------- | ------------------------------------ | ------------- | ------- |
| 1   | 1971-04-15 | Charlotte        | gravel        | Sue Stap            | Janet Newberry Eliza Pande           | 6-3, 1-6, 6-3 | details |
| 2   | 1973-04-16 | Saint Petersburg | gravel        | Jeanne Evert        | Evonne Goolagong Janet Young         | 6-2, 7-6      | details |
| 3   | 1973-07-30 | Atlantic City    | onbekend      | Marita Redondo      | Ilana Kloss Pat Pretorius            | 6-4, 6-4      | details |
| 4   | 1974-01-13 | San Francisco    | tapijt (i)    | Billie Jean King    | Françoise Dürr Betty Stöve           | 6-4, 6-2      | details |
| 5   | 1974-02-25 | Chicago          | tapijt (i)    | Billie Jean King    | Françoise Dürr Betty Stöve           | 3-6, 6-4, 6-4 | details |
| 6   | 1974-04-08 | Sarasota         | gravel        | Evonne Goolagong    | Tory Fretz Cecilia Martinez          | 6-2, 6-2      | details |
| 7   | 1974-05-27 | Rome             | gravel        | Olga Morozova       | Helga Masthoff Heide Orth            | forfait       | details |
| 8   | 1974-06-03 | Roland-Garros    | gravel        | Olga Morozova       | Gail Sherriff Katja Ebbinghaus       | 6-4, 2-6, 6-1 | details |
| 9   | 1975-01-06 | San Francisco    | tapijt (i)    | Billie Jean King    | Rosie Casals Virginia Wade           | 6-2, 7-5      | details |
| 10  | 1975-01-13 | Sarasota         | tapijt (i)    | Billie Jean King    | Betty Stöve Virginia Wade            | 6-4, 6-2      | details |
| 11  | 1975-02-10 | Chicago          | tapijt (i)    | Martina Navrátilová | Margaret Smith Court Olga Morozova   | 6-2, 7-6      | details |
| 12  | 1975-05-26 | Rome             | gravel        | Martina Navrátilová | Sue Barker Glynis Coles              | 6-1, 6-2      | details |
| 13  | 1975-06-02 | Roland-Garros    | gravel        | Martina Navrátilová | Julie Anthony Olga Morozova          | 6-3, 6-2      | details |
| 14  | 1975-08-18 | New York         | gravel        | Martina Navrátilová | Margaret Smith Court Virginia Wade   | 7-5, 6-7, 6-4 | details |
| 15  | 1975-09-15 | Atlanta          | tapijt (i)    | Martina Navrátilová | Françoise Dürr Betty Stöve           | 6-4, 5-7, 6-2 | details |
| 16  | 1975-09-29 | Palm Springs     | hardcourt (i) | Martina Navrátilová | Gail Glasgow Betty-Ann Stuart        | 6-3, 7-5      | details |
| 17  | 1975-10-20 | Hilton Head      | gravel        | Rosie Casals        | Evonne Goolagong Virginia Wade       | 7-5, 6-1      | details |
| 18  | 1976-06-21 | Wimbledon        | gras          | Martina Navrátilová | Betty Stöve Billie Jean King         | 6-1, 3-6, 7-5 | details |
| 19  | 1976-10-17 | Palm Springs     | hardcourt     | Martina Navrátilová | Billie Jean King Betty Stöve         | 6-2, 6-4      | details |
| 20  | 1977-01-31 | Seattle          | tapijt (i)    | Rosie Casals        | Françoise Dürr Martina Navrátilová   | 6-4, 3-6, 6-3 | details |
| 21  | 1977-02-07 | Chicago          | tapijt (i)    | Rosie Casals        | Margaret Smith Court Betty Stöve     | 6-3, 6-4      | details |
| 22  | 1977-02-14 | Los Angeles      | hardcourt (i) | Rosie Casals        | Martina Navrátilová Betty Stöve      | 6-2, 6-4      | details |
| 23  | 1977-03-28 | Hilton Head      | gravel        | Rosie Casals        | Françoise Dürr Virginia Wade         | 6-4, 6-2      | details |
| 24  | 1978-06-19 | Eastbourne       | gras          | Betty Stöve         | Billie Jean King Martina Navrátilová | 6-4, 6-7, 7-5 | details |
| 25  | 1979-01-08 | Oakland          | tapijt (i)    | Rosie Casals        | Tracy Austin Betty Stöve             | 3-6, 6-4, 6-3 | details |
| 26  | 1979-02-12 | Los Angeles      | tapijt (i)    | Rosie Casals        | Martina Navrátilová Anne Smith       | 6-4, 1-6, 6-3 | details |
| 27  | 1983-10-17 | Brighton         | tapijt (i)    | Pam Shriver         | Jo Durie Ann Kiyomura                | 7-5, 6-4      | details |
| 28  | 1984-10-01 | Los Angeles      | hardcourt     | Wendy Turnbull      | Bettina Bunge Eva Pfaff              | 6-2, 6-4      | details |
| 29  | 1985-07-15 | Newport          | gras          | Wendy Turnbull      | Pam Shriver Elizabeth Smylie         | 6-4, 7-6      | details |
| 30  | 1985-09-23 | New Orleans      | tapijt (i)    | Wendy Turnbull      | Mary Lou Piatek Anne White           | 6-1, 6-2      | details |
| 31  | 1986-04-07 | Hilton Head      | gravel        | Anne White          | Steffi Graf Catherine Tanvier        | 6-3, 6-3      | details |
| 32  | 1986-05-05 | Houston          | gravel        | Wendy Turnbull      | Elise Burgin Joanne Russell          | 6-2, 6-4      | details |
| 33  | 1987-01-27 | Tampa            | gravel        | Wendy Turnbull      | Elise Burgin Rosalyn Fairbank        | 6-4, 6-3      | details |

## Dubbelspel verloren finales (27)
| Nr. | Datum      | Toernooi          | Ondergrond | Partner             | Tegenstandsters in finale             | Score         |         |
| --- | ---------- | ----------------- | ---------- | ------------------- | ------------------------------------- | ------------- | ------- |
| 1   | 1971-05-05 | WTA Tulsa         | gravel     | Jeanne Evert        | Mary-Ann Eisel Karin Benson           | 6-2, 5-7, 5-7 | details |
| 2   | 1973-06-11 | WTA Nottingham    | gras       | Betty Stöve         | Rosie Casals Billie Jean King         | 2-6, 7-9      | details |
| 3   | 1973-09-09 | Hilton Head       | hardcourt  | Billie Jean King    | Margaret Smith Court Evonne Goolagong | 6-3, 3-6, 4-6 | details |
| 4   | 1973-11-20 | Johannesburg      | hardcourt  | Virginia Wade       | Linky Boshoff Ilana Kloss             | 6-7, 6-2, 1-6 | details |
| 5   | 1974-01-21 | Palm Springs      | hardcourt  | Billie Jean King    | Kerry Harris Lesley Hunt              | 5-7, 4-6      | details |
| 6   | 1974-04-15 | Saint Petersburg  | gravel     | Evonne Goolagong    | Olga Morozova Betty Stöve             | 4-6, 2-6      | details |
| 7   | 1974-06-17 | WTA Eastbourne    | gras       | Olga Morozova       | Helen Gourlay Karen Krantzcke         | 2-6, 0-6      | details |
| 8   | 1974-08-05 | WTA Indianapolis  | gravel     | Jeanne Evert        | Gail Sherriff Julie Heldman           | 3-6, 1-6      | details |
| 9   | 1974-08-12 | WTA Toronto       | gravel     | Jeanne Evert        | Gail Sherriff Julie Heldman           | 3-6, 4-6      | details |
| 10  | 1974-10-30 | Hilton Head       | hardcourt  | Billie Jean King    | Evonne Goolagong Virginia Wade        | 6-3, 4-6, 3-6 | details |
| 11  | 1975-02-03 | Akron             | tapijt (i) | Martina Navrátilová | Françoise Dürr Betty Stöve            | 5-7, 6-7      | details |
| 12  | 1975-03-03 | Boston            | tapijt (i) | Martina Navrátilová | Rosie Casals Billie Jean King         | 3-6, 4-6      | details |
| 13  | 1975-10-13 | Orlando           | gravel     | Martina Navrátilová | Rosie Casals Wendy Overton            | afgebroken    | details |
| 14  | 1976-01-12 | Houston           | tapijt (i) | Martina Navrátilová | Rosie Casals Françoise Dürr           | 0-6, 5-7      | details |
| 15  | 1976-02-17 | Détroit           | tapijt (i) | Betty Stöve         | Mona Guerrant Ann Kiyomura            | 3-6, 4-6      | details |
| 16  | 1976-06-14 | WTA Eastbourne    | gras       | Martina Navrátilová | Olga Morozova Virginia Wade           | afgebroken    | details |
| 17  | 1976-11-01 | Londen            | tapijt (i) | Rosie Casals        | Betty Stöve Virginia Wade             | 3-6, 6-2, 3-6 | details |
| 18  | 1977-01-10 | Hollywood         | tapijt (i) | Rosie Casals        | Martina Navrátilová Betty Stöve       | 4-6, 6-3, 4-6 | details |
| 19  | 1979-02-26 | Dallas            | tapijt (i) | Rosie Casals        | Martina Navrátilová Anne Smith        | 6-7, 2-6      | details |
| 20  | 1979-10-08 | Phoenix           | hardcourt  | Rosie Casals        | Betty Stöve Wendy Turnbull            | 4-6, 6-7      | details |
| 21  | 1980-01-02 | Washington        | tapijt (i) | Rosie Casals        | Billie Jean King Martina Navrátilová  | 4-6, 3-6      | details |
| 22  | 1981-05-04 | WTA Perugia       | gravel     | Virginia Ruzici     | Candy Reynolds Paula Smith            | 5-7, 1-6      | details |
| 23  | 1982-09-08 | WTA Atlanta       | hardcourt  | Billie Jean King    | Kathy Jordan Betsy Nagelsen           | 6-4, 6-7, 6-7 | details |
| 24  | 1985-04-15 | WTA Amelia Island | gravel     | Carling Bassett     | Rosalyn Fairbank Hana Mandlíková      | 1-6, 6-2, 2-6 | details |
| 25  | 1986-02-10 | WTA Miami         | hardcourt  | Wendy Turnbull      | Pam Shriver Helena Suková             | 2-6, 3-6      | details |
| 26  | 1987-02-16 | WTA Florida       | hardcourt  | Pam Shriver         | Svetlana Tsjerneva Larisa Savtsjenko  | 0-6, 6-3, 2-6 | details |
| 27. | 1988-01-11 | Australian Open   | hardcourt  | Wendy Turnbull      | Martina Navrátilová Pam Shriver       | 0-6, 5-7      | details |

## Gemengd dubbelspel verloren finales (1)
| Nr. | Datum      | Toernooi | Ondergrond | Partner       | Tegenstandsters in finale    | Score    |         |
| --- | ---------- | -------- | ---------- | ------------- | ---------------------------- | -------- | ------- |
| 1.  | 1974-08-26 | US Open  | hardcourt  | Jimmy Connors | Pam Teeguarden Geoff Masters | 1-6, 6-7 | details |